# Lucky Stars
Lucky Stars è un cortometraggio statunitense del 1925, diretto da Harry Edwards, con Harry Langdon.

## Trama
Un astrologo predice a Harry che, se seguirà la sua buona stella, intraprenderà un lungo viaggio, diventerà uno stimato dottore, e conoscerà una donna misteriosa.
Harry quindi si reca alla stazione e, dopo che un facchino ha sfasciato il suo intero bagaglio, si imbarca, solo col proprio banjo, su un treno. Risulta essere il treno sbagliato, ma qui Harry conosce il sedicente dottor Healy, un ciarlatano che spaccia inefficaci intrugli come portentose medicine. Healy promette ad Harry di insegnargli in poco tempo i segreti della propria pratica medica, e i due si mettono in società.
Alla loro prima tappa essi organizzano una dimostrazione pubblica e una vendita dei loro preparati, al suono del banjo. Qui Harry conosce la misteriosa donna del vaticinio, Mazda, figlia del locale droghiere, che, probabilmente volendo sbarazzarsi di un concorrente sleale, cerca di ucciderlo.
Poi Harry prepara una nuova mistura, che tuttavia viene contaminata con altre sostanze da parte di uno sgamato abitante del luogo. Gli effetti della nuova medicina risultano perniciosi, e alla fine la folla inferocita insegue la coppia di pseudo-medici, che mettono così fine al loro sodalizio.